# Giovanni Mazzucato (imprenditore)
Bernardo Giovanni Mazzucato (Padova, 11 gennaio 1889 – Padova, 7 ottobre 1968) è stato un imprenditore e dirigente sportivo italiano, presidente del Calcio Padova dal 1934 al 1935 e dal 1945 al 1946.

## Biografia
Industriale padovano, titolare di un'azienda di commercio legnami fondata dal padre Vittorio, assume la presidenza del Calcio Padova nel 1934, con la squadra appena retrocessa in Serie B, dopo un campionato tribolato e rocambolesco. La situazione economica che Mazzucato si trova a dover affrontare è difficile, ma lo sarà ancora di più quando riprenderà la presidenza del Calcio Padova nel 1945 pagando la stagione praticamente di tasca propria.